# Marshall (Texas)
Marshall ist eine Stadt im Nordosten des US-Bundesstaates Texas und ist Sitz der County-Verwaltung (County Seat) des Harrison Countys. Das U.S. Census Bureau hat bei der Volkszählung 2020 eine Einwohnerzahl von 23.392 ermittelt.

## Geschichte
Marshall wurde 1841 in der Republik von Texas gegründet. 1860 war es bereits die viertgrößte Stadt in Texas. Im amerikanischen Bürgerkrieg wurden in Marshall Sättel, Stiefel, Uniformen, Schießpulver und Munition für die Konföderation gefertigt. Nach dem Fall von Vicksburg war Marshall die Hauptstadt des Bundesstaates Missouri.

## Kultur
Marshall gilt als Geburtsstätte des Boogie-Woogie in den 1870er Jahren.
Im Dezember wird ein Festival der Lichter gefeiert.

## Söhne und Töchter der Stadt
- Roderick R. Allen (1894–1970), Generalmajor der United States Army
- Johnny Moss (1907–1995), Pokerspieler
- Wendy Reves (1916–2007), Model, Kunstsammlerin und Mäzenin
- James Farmer (1920–1999), Bürgerrechtler
- Sam B. Hall (1924–1994),  Jurist und Politiker, Mitglied im US-Repräsentantenhaus, Bundesrichter
- Opal Lee (* 1926), Aktivistin für die Einführung des Juneteenth-Feiertages
- Y. A. Tittle (1926–2017), American-Football-Spieler der NFL
- Floyd Dixon (1929–2006), R&B-Pianist und Sänger
- Susan Howard (* 1944), Schauspielerin
- Alphonso Jackson (* 1945), US-Minister  für Housing and Urban Development (HUD)
- George Foreman (1949–2025), Schwergewichts-Profiboxer und christlicher Geistlicher
- John T. Cacioppo (1951–2018), Sozial-, Neuropsychologe und Professor
- Brea Grant (* 1981), Schauspielerin